# Оксфорд
Вижте пояснителната страница за други значения на Оксфорд.
О̀ксфорд (на английски: Oxford, на английски се изговаря по-близко до О̀ксфърд) е град, административен център на графство Оксфордшър, регион Югоизточна Англия, разположен по поречието на река Темза. Градът е най-известен като седалище на Оксфордския университет – един от най-старите и известни в света. Известен още като индустриален център, производител на моторни превозни средства и стоманени изделия, с развита полиграфическа промишленост. Населението на града е 134 248 жители през 2001 г.

## История
Селището е основано около 3 в. пр. Хр. от келтите. По-късно става търговско селище на саксоните (6 в.). През 10 и 11 в. градът е нападнат от датчаните. През 13 в., след основаването на Оксфордския университет, се превръща в един от най-важните научни центрове на Европа. Градът става столица на Чарлз I от 1642 до 1645 г. по време на Английската революция.

## Забележителности
Сърцето на града е Карфакс, от където тръгват четири главни улици ориентирани по посоките на света; това е бил центъра на оградения с каменна стена през средновековието град. Сред многото забележителни постройки в града са:
- църквите „Св. Майкъл“ (11 в.) и „Св. Дева Мария“ (13 в.);
- Бодлианската библиотека (наречена така в чест на сър Томас Бодли – английски дипломат, реформирал библиотеката през 1603 г.);
- Шелдънският театър (1664 – 1669) – дело на бележития архитект Кристофър Рен;
- както и още много забележителности.

- Сградата „Радклиф Камера“
- Вътрешният двор на един от Магдален Колидж

## Известни личности
Родени в Оксфорд
- Пиърс Антъни (р. 1934), американски писател
- Джон Безземни (1166 – 1216), крал
- Адам Клейтън (р. 1960), музикант
- Хю Лори (р. 1959), актьор
- Ричард I (1157 – 1199), крал
- Тим Хенман (р. 1974), тенисист
- Стивън Хокинг (1942 – 2018), физик

Починали в Оксфорд
- Роджър Бейкън (1214 – 1294), философ
- Хенри Бригс (1561 – 1630), математик
- Алън Бълок (1914 – 2004), историк
- Джордж Бъркли (1685 – 1753), философ
- Ханс Кребс (1900 – 1981), германски биохимик
- Клайв Стейпълс Луис (1898 – 1963), писател
- Айрис Мърдок (1919 – 1999), писателка
- Ото Нойрат (1882 – 1945), австрийски философ
- Гилбърт Райл (1900 – 1976), философ
- Джон Роналд Руел Толкин (1892 – 1973), писател
- Хю Тревър-Ропър (1914 – 2003), историк
- Чарлз Уилямс (1886 – 1945), писател

Други личности, свързани с Оксфорд
- Уолтър Роли (1554 – 1618), изследовател, завършил университета през 1572
- Адам Смит (1723 – 1790), философ, завършил университета през 1746

## Побратимени градове
- Умео, Швеция